# Kaufmannsunterkünfte (Falaise)
Die Kaufmannsunterkünfte im Ortsteil Guibray von Falaise, einer französischen Gemeinde im Département Calvados in der Region Normandie, wurden im 17. Jahrhundert errichtet und im 18. Jahrhundert umgebaut. Das Gebäude in der 2-4 Route de Trun steht seit 1975 als Monument historique mit der Fassade und Dach auf der Liste der geschützten Baudenkmäler in Frankreich.
Mit dem Erfolg des Marktes von Guibray wurden die einfachen Unterkünfte für die auswärtigen Kaufleute des Marktes im ersten und zweiten Stockwerk eingerichtet. 